# Hopewell (Oregon)
Hopewell az Amerikai Egyesült Államok északnyugati részén, Oregon állam Yamhill megyéjében elhelyezkedő önkormányzat nélküli település.
A település az 1880-as évekbeli földrajzinév-tárakban nem szerepel. A posta 1897 és 1903 között működött.
Itt élt George K. Gay, az ideiglenes oregoni kormányt létrehozó 1843-as champoegi találkozó résztvevője, az állam első téglaházának tulajdonosa.

## Nevezetes személy
- Johnnie Ray, énekes, George K. Gay dédunokája[4]

## Fordítás
- Ez a szócikk részben vagy egészben  a   Hopewell, Oregon című angol Wikipédia-szócikk ezen változatának fordításán alapul.  Az eredeti cikk szerkesztőit annak laptörténete sorolja fel. Ez a jelzés csupán a megfogalmazás eredetét és a szerzői jogokat jelzi, nem szolgál a cikkben szereplő információk forrásmegjelöléseként.